# 風雲 柳生武芸帳
『風雲 柳生武芸帳』（ふううん やぎゅうぶげいちょう）は、1985年（昭和60年）1月2日にテレビ東京で放送された12時間超ワイドドラマ（のちの新春ワイド時代劇）である。テレビ東京開局20周年記念企画の一環として製作された。
12時間超ワイドドラマ第5作。主演：北大路欣也。
83年・84年は近代路線の作品を放映していた同シリーズが時代劇路線に回帰した一年目の作品。

## 概要
大名統制の進む江戸幕府三代将軍・徳川家光の時代を背景に、豊臣の埋蔵金と、各藩に潜む隠密「隠れ柳生」の秘密が書かれた「柳生武芸帳」を巡る戦いを、柳生十兵衛を軸に描く。
制作は東映が手がけ、主演に招かれた北大路は、1990年まで同シリーズ東映制作作品に一貫して主演した。
- 第一部「筑紫に燃える　野望の火花」
- 第二部「江戸城妖花の園　魔性を斬る小太刀」
- 第三部「尾張に渦巻く陰謀　天白ヶ原の決闘」
- 第四部「秘剣水月京洛の舞　十兵衛推参」
- 第五部「危うし新陰流！　薩摩に散る恋」
- 第六部「徳川最大の危機　嵐を呼ぶ活人剣」

## スタッフ
- 原作：五味康祐 「柳生武芸帳」
- 監督：大洲斉、小野田嘉幹、原田雄一、太田昭和、牧口雄二
- 脚本：池上金男、下飯坂菊馬、佐藤繁子、飛鳥ひろし、高久進、本田英郎、志村正浩
- 音楽：津島利章
- 製作：テレビ東京、東映

## 出演
- 柳生十兵衛：北大路欣也
- 柳生宗矩：芦田伸介
- 柳生兵庫助：天知茂
- 柳生又十郎：堤大二郎
- 松平信綱：村井国夫
- 大久保彦左衛門：遠藤太津朗
- 徳川家康：田中明夫
- 徳川家光：大橋吾郎
- 春日局：高峰三枝子
- 永光院：大塚良重
- 宮本武蔵：目黒祐樹
- 佐々木小次郎：並木史朗
- 徳川義直：堀光昭
- 徳川頼宣：小沢栄太郎
- 豊臣秀吉：市川男女之助
- 豊臣秀臣：伊庭剛
- 真田幸村：山村聡（特別出演）
- 島津家久：近藤洋介
- 鍋島元茂：星正人
- 安藤帯刀：早川純一
- 板倉重宗：溝田繁
- 中院通村：成田三樹夫
- 山田浮月斎：若林豪
- 霞の多三郎：勝野洋
- 吉野太夫：中野良子
- 夕姫：市毛良枝
- 清姫：斉藤慶子
- 神矢悠之丞：にしきのあきら
- 藪左近中将嗣長：滝田裕介
- 武田道安：玉川伊佐男
- 田宮平右衛門：福本清三
- 霞のお千：三原じゅん子
- 天童法眼：鈴木瑞穂
- 於季：藍とも子
- 志津女：中島ゆたか
- 楓：若山三智子（新人）
- 坂和田喜六：茶川一郎
- 林元成：石橋雅史
- 若林勝右衛門：和崎俊哉
- 高田三之丞：中井啓輔
- 一色陣太夫：宮口二郎
- 牟礼有定：北町嘉朗
- 綾小路実麿：稲吉靖司
- 大久保腎内：堀田真三
- 寅丸:伊勢将人
- 賀源太：河原崎次郎
- 加代：荒井真理
- かえで：内山みどり
- 物集目源内：河合絃司
- 薬師丸信弘：日高久
- 岩下五平太：勝野賢三
- 赤坂兵衛：藤沢徹夫
- 海江田次兵衛：西山清孝
- 模作：島田秀雄
- 映衣：勇家寛子
- 女中：小松恵
- 役人：白井滋郎
- 張鴻応：高橋利道
- 瑞代（松平信綱の妹）：丘みつ子
- 三中井局：宮園純子
- 桔梗：沖直美
- 紫：結城しのぶ
- ナレーション：内藤武敏

## その他
この1985年作品から、2016年の最終作まで、同シリーズでは放送時間枠を短縮しながらも、時代劇路線が一貫して30年あまり継続された。
翌1986年には、同局の『金曜特選劇場』で6分割し、ドラマシリーズとして本作を再放送した。地上波での再放送終了後、時を経てCS放送で再放送が行われ、最近では時代劇専門チャンネルにて2023年11月～12月に放送された（全6回版）。
本作以後、東映は1988年まで本シリーズ作品の制作を担ったが、そのうち86年は『徳川風雲録 御三家の野望』、87年は『風雲江戸城』と、本作同様題名に「風雲」を含めた作品を続けて制作、後に本作を含めて「風雲三部作」と称された。ただし、あくまで各作品はそれぞれ別個に楽しめる娯楽時代劇に仕上がっている （3作の物語自体に深い繋がりはない）
1990年〜92年には、2時間枠の時代劇スペシャルとして東映が再び『柳生武芸帳』シリーズ全5作をNTV系で制作している。こちらで主演して柳生十兵衛を演じたのは松方弘樹。同じ東映制作とあって、脚本の志村正浩や演出の原田雄一など、本85年版と共通するスタッフも多かった（当該作品項目も参照）。
2010年には「新春ワイド時代劇」（「12時間超ワイドドラマ」の後身シリーズ）で『柳生武芸帳』として25年ぶりにリメイクされた。主演：反町隆史。この年から7時間枠での放映になっており、2010年版も東映が制作している （当該作品項目も参照）。